# Crocidophora adornatalis
Crocidophora adornatalis là một loài bướm đêm trong họ Crambidae.